# جون هارفي (سائق سباق)
جون هارفي (بالإنجليزية: John Harvey)‏ هو سائق سباق أسترالي، ولد في 21 فبراير 1938 في سيدني في أستراليا.

## وصلات خارجية
- جون هارفي على موقع DriverDB.com (الإنجليزية)